# Philippinische Badmintonmeisterschaft 1956
Die Philippinische Badmintonmeisterschaft 1956 fand in Manila statt. Es war die achte Austragung der nationalen Titelkämpfe der Philippinen im Badminton.

## Titelträger
| Disziplin    | Sieger                       |
| ------------ | ---------------------------- |
| Herreneinzel | Sy Khim Piao                 |
| Dameneinzel  | Mary Tan                     |
| Herrendoppel | Adriano Torres Raymond Bayot |
| Damendoppel  | Lily Tan Mary Tan            |
| Mixed        | Henry Uy Mary Tan            |